# Prix Jacques-Goddet
Ne doit pas être confondu avec Souvenir Jacques-Goddet.
Le Prix Jacques-Goddet est un prix littéraire francophone récompensant chaque année le meilleur article de presse écrit en français pendant et sur le Tour de France, une course cycliste par étapes se disputant chaque année au mois de juillet depuis 1903.
Le prix est nommé en l'honneur de Jacques Goddet, journaliste français, directeur du Tour de France de 1937 à 1988, décédé le 15 décembre 2000 à 95 ans.
Le prix a été créé en 2004, à la demande de Jean-Marie Leblanc, alors directeur du Tour de France, par Christophe Penot, responsable de Cristel Éditeur d'Art à Saint-Malo (Ille-et-Vilaine).

## Historique

Remise du prix en juillet 2013.

Cristel Éditeur d'Art organise, depuis 2004, le « Prix Jacques-Goddet, en mémoire de l'ancien directeur du Tour de France, [qui] récompense chaque année le meilleur article francophone écrit pendant la Grande Boucle », rappelle Le Figaro.

## Description

### Modalités
Le Prix Jacques-Goddet est un prix francophone ouvert à chaque journaliste écrivant, régulièrement ou non, en langue française. Il concerne tous les genres journalistiques de la presse écrite : portrait de coureur, compte rendu de compétition, chronique, analyse, billet, éditorial, interview, etc. Pour être sélectionnés, les articles doivent avoir été publiés dans la presse papier ou la presse électronique. Tout texte publié dans un livre est exclu.
« Vous savez que le Prix Jacques-Goddet, chantre de la francophonie, récompense le meilleur article rédigé pendant le Tour de France. Il veut symboliser le talent de la presse et marquer l'indéfectible attachement d'Amaury Sport Organisation à la tradition écrite du Tour de France. Comme chaque année, vingt et un articles seront sélectionnés pour être proposés à la lecture de notre jury », témoignait Christian Prudhomme, le 2 juillet 2017, dans le communiqué de presse du Tour de France publié au soir de l'étape de Liège (Belgique).
Les lauréats écrivent aussi bien dans des quotidiens français ou étrangers de la presse nationale ou régionale, que dans des publications mensuels ou dans la presse électronique.

### Sponsors
- 2004 à 2007 : LCL (banque).

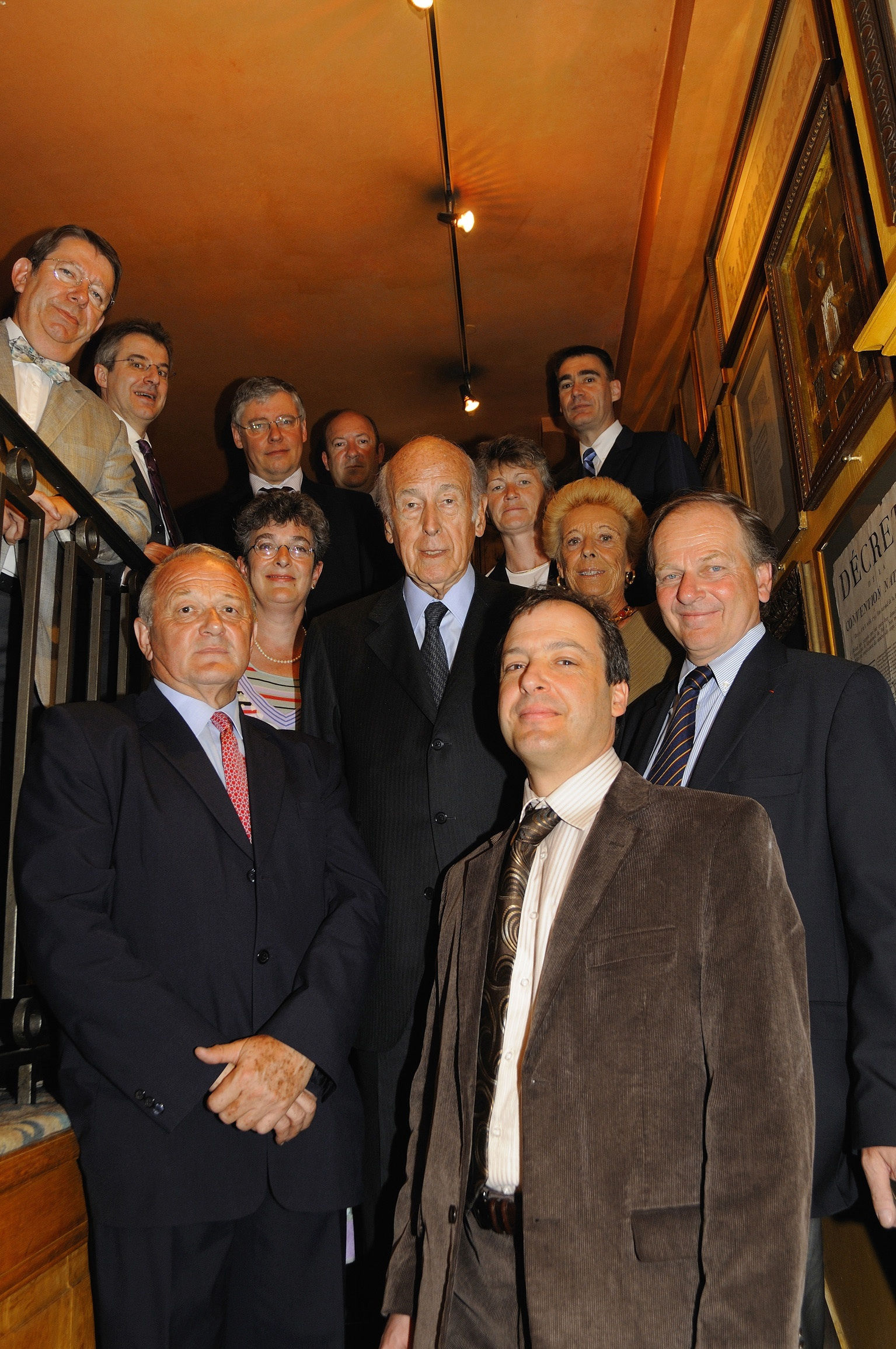
Valéry Giscard d'Estaing, invité d'honneur du 4e Prix Jacques-Goddet-Trophée LCL.

- 2008 à 2017 : Carrefour (supermarché).
- Depuis 2018 : Edeis, l'Allié des territoires (ingénierie et gestion d'infrastructures).

### Prix
Chaque année, le lauréat est récompensé sur le Tour de France, par Christian Prudhomme et reçoit traditionnellement un portfolio contenant une œuvre d’art : un portrait de Jacques Goddet spécialement réalisé par un artiste.
Pour perpétuer et honorer la mémoire de Jacques Goddet, un exemplaire du portfolio est réservé par l’organisateur, à chaque édition, soit pour un musée, soit pour une organisation caritative, soit pour une association sportive ou pour une œuvre d’intérêt général.

### Composition du jury

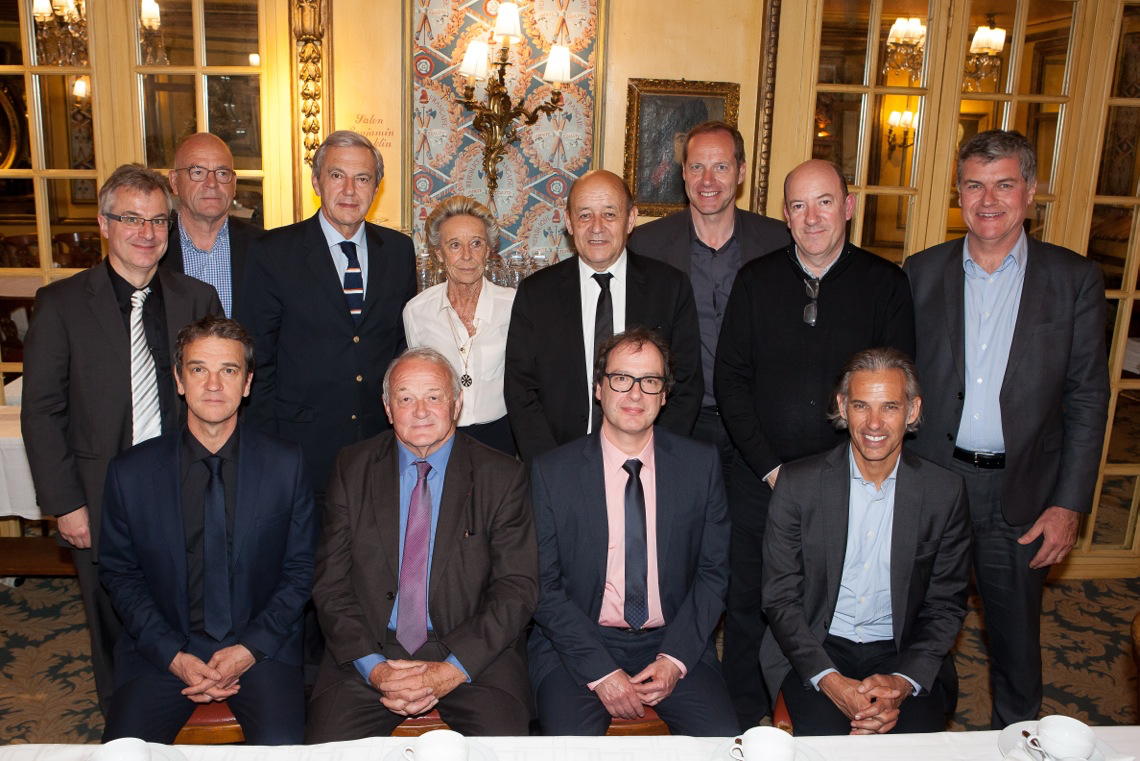
Le jury du 12e Prix Jacques-Goddet en 2015.

Le jury comprend six jurés permanents : Jean-Étienne Amaury (président d’Amaury Sport Organisation), Jean-Marie Leblanc (ancien coureur, ancien journaliste, ancien directeur du Tour de France et président du jury du Prix Pierre-Chany), Henri Montulet (ancien journaliste et rédacteur en chef de La France cycliste), Christophe Penot (ancien journaliste, écrivain et éditeur d’art, fondateur du Prix Jacques-Goddet et responsable de son organisation), Christian Prudhomme (ancien journaliste, directeur du Tour de France), Philippe Sudres (directeur du service de presse d’Amaury Sport Organisation et du Tour de France) ; deux délégués du partenaire financier associé à l'organisation du prix ainsi qu'un ou deux invités ès qualités représentant la presse francophone ou/et une structure liée au monde du sport ; un invité d’honneur, représentant généralement un grand corps d'État.
Afin de garantir l’indépendance des votes, la présidence du jury, avec voix prépondérante pour départager d’éventuels ex aequo, est confiée à une personnalité de la presse ou des lettres qui veille, avec l’organisateur, au respect du règlement et à l’intégrité des débats.

## Liste des lauréats
Les lauréats du prix Jacques-Goddet sont :
| Année | Prix                                                          | Lauréat              | Article                                                                     | Journal       | Invité d'honneur                     | Président du jury       | Récompense                          |
| ----- | ------------------------------------------------------------- | -------------------- | --------------------------------------------------------------------------- | ------------- | ------------------------------------ | ----------------------- | ----------------------------------- |
| 2004  | 1er Prix Jacques-Goddet-Trophée LCL                           | Yves Perret          | Sur le vélo, je souriais                                                    | Le Dauphiné   | Philippe Séguin                      | Jacques Marchand        | Lithographie de Raymond Moretti     |
| 2005  | 2e Prix Jacques-Goddet-Trophée LCL                            | Philippe Bouvet      | La fin d'une équivoque                                                      | L'Équipe      | Jacques Delors                       | Christian Montaignac    | Lithographie d'Eduardo Arroyo       |
| 2006  | 3e Prix Jacques-Goddet-Trophée LCL                            | Jérôme Le Gall       | Renversant !                                                                | Le Télégramme | Jean-Louis Debré                     | Jean-Marie Tasset       | Lithographie d'Ernest Pignon-Ernest |
| 2007  | 4e Prix Jacques-Goddet-Trophée LCL                            | Jean-Julien Ezvan    | Jean-René Bernaudeau : « Le business sera bon si le sport est prioritaire » | Le Figaro     | Valéry Giscard d’Estaing             | Jacques Camus           | Lithographie d'Henri Cueco          |
| 2008  | 5e Prix Jacques-Goddet-Trophée Carrefour                      | Bernard Chevalier    | Tour de France 2008 : de mal en pis                                         | L'Équipe      | S.A.S. le Prince Albert II de Monaco | Éric Fottorino          | Lithographie de Mark Brusse         |
| 2009  | 6e Prix Jacques-Goddet-Trophée Carrefour                      | Manuel Martinez      | Fort comme la vie                                                           | L'Équipe      | Pierre Mazeaud                       | Edwy Plenel             | Lithographie de Valerio Adami       |
| 2010  | 7e Prix Jacques-Goddet-Trophée Carrefour                      | Jean-François Quénet | Le charme est Schleck                                                       | Vélo Magazine | Michel Rocard                        | Patrick Poivre d’Arvor  | Lithographie de Peter Stämpfli      |
| 2011  | 8e Prix Jacques-Goddet-Trophée Carrefour                      | Jean-Luc Gatellier   | Le Diable parlait anglais                                                   | L'Équipe      | Général d’armée Jean-Louis Georgelin | Christophe Barbier      | Lithographie de Vladimir Veličković |
| 2012  | 9e Prix Jacques-Goddet-Trophée Carrefour                      | Gilles Comte         | Thibaut Pinot, au nom du frère                                              | L'Équipe      | Bernadette Chirac                    | Didier Decoin           | Estampe d'Erró                      |
| 2013  | 10e Prix Jacques-Goddet-Trophée Carrefour                     | Jean-Louis Le Touzet | Avant Saint-Malo, le Tour a fait son pipi show                              | Libération    | Pascal Lamy                          | Serge July              | Lithographie de Jacques Villeglé    |
| 2014  | 11e Prix Jacques-Goddet-Trophée Carrefour                     | Philippe Le Gars     | "La dictature russe s'installe chez moi alors que je pédale..."             | L'Équipe      | Jean-Louis Debré                     | Patrick de Carolis      | Estampe de Peter Klasen             |
| 2015  | 12e Prix Jacques-Goddet-Trophée Carrefour                     | François Thomazeau   | Ne tirez pas sur l'ambulance                                                | VéloPro       | Jean-Yves Le Drian                   | Daniel Bilalian         | Lithographie de Philippe Cognée     |
| 2016  | 13e Prix Jacques-Goddet-Trophée Carrefour                     | Stéphane Thirion     | Monstrueux, chauve et venteux                                               | Le Soir       | Thierry Rey                          | Jean-Luc Évin           | Estampe d'Antonio Seguí             |
| 2017  | 14e Prix Jacques-Goddet-Trophée Carrefour,                    | Jean-Luc Chabaud     | Saint-Bérain entre dans l'histoire du Tour                                  | L'Éveil       | Denis Masseglia                      | Éric Revel              | Lithographie de Claude Viallat      |
| 2018  | 15e Prix Jacques-Goddet-Trophée Edeis l'Allié des territoires | Jean-Luc Gatellier   | Je sais que mon père me regardait                                           | L'Équipe      | François Bayrou                      | Erik Orsenna            | Lithographie de Gérard Guyomard     |
| 2019  | 16e Prix Jacques-Goddet-Trophée Edeis l'Allié des territoires | Philippe Brunel      | Merckx pour toujours                                                        | L'Équipe      | Hervé Morin                          | François-Xavier Lefranc | Estampe de Pat Andrea               |
| 2020  | 17e Prix Jacques-Goddet-Trophée Edeis l'Allié des territoires | Gilles Comte         | Un Tour chez André                                                          | Vélo Magazine | Édouard Philippe                     | Marc Lambron            | Lithographie de Camilla Adami       |
| 2021  | 18e Prix Jacques-Goddet-Trophée Edeis l’Allié des territoires | Alexandre Roos       | En jaune pour toujours                                                      | L’Équipe      | Xavier Bertrand                      | Thierry Frémaux         | Lithographie d’Olga Novokhatska     |
| 2022  | 19e Prix Jacques-Goddet-Trophée Edeis l'Allié des territoires | Gaétan Scherrer      | Lampaert, le champ des possibles                                            | L’Équipe      | Manuel Valls                         | Frédéric Mitterrand     | Estampe d'Ivan Messac               |
| 2023  | 20e Prix Jacques-Goddet-Trophée Edeis l'Allié des territoires | Christophe Bérard    | Pierre Latour : ‘‘Crever de trouille en descente’’                          | Le Parisien   | David Lisnard                        | Laurent-Éric Le Lay     | Estampe de Franco Salas Borquez     |